# Zingiber incomptum
Zingiber incomptum là một loài thực vật có hoa trong họ Gừng. Loài này được Brian Laurence Burtt và Rosemary Margaret Smith miêu tả khoa học đầu tiên năm 1969. Tên bản ngữ (tiếng Iban): Ligun.

## Mẫu định danh
Mẫu định danh: C4328; thu thập tháng 9 năm 1964 ở cao độ 1.066 m, tọa độ 1°40′0″B 109°42′0″Đ / 1,66667°B 109,7°Đ, tại Gunung Berumput, dãy núi Poi, tỉnh Kuching, bang Sarawak, Malaysia. Mẫu holotype lưu giữ tại Vườn Thực vật Hoàng gia tại Edinburgh (E), isotype lưu giữ tại Naturalis ở Leiden, Hà Lan (L).

## Phân bố
Loài này có trên đảo Borneo, được tìm thấy tại bang Sarawak, Malaysia. Môi trường sống là rừng, ở cao độ 130-1.180 m.

## Mô tả
Địa thực vật thân thảo, cao tới 3,5 m, mọc thành cụm gồm 2 chồi lá, 46 lá mỗi chồi. Gốc màu ánh đỏ. Đôi khi tạo ra chồi dạng roi dài 4 m với các cây con mới. Phiến lá hẹp, hình mác. Cuống cụm hoa nằm ngang, dài 60–70 cm, các vảy màu ánh đỏ đến đỏ. Cụm hoa hình trụ hay hình đầu, mọc ngang ngay trên mặt đất, tới 10 × 8 cm. Lá bắc cứng, uốn ngược ở đỉnh, màu xanh lục nhạt ánh đỏ về phía đỉnh, lông tơ thưa và nhỏ trên cả hai mặt ở phần đỉnh. Lá bắc con màu hồng trong mờ. Hoa màu kem. Đài hoa tương tự lá bắc con, nguyên. Cánh hoa màu vàng da cam nhạt, cánh lưng rộng nhất với mép cuộn trong và đỉnh nhọn thon; các cánh hoa bên hợp nhất ở 1/3 phần dưới & hợp sinh (ở trung tâm) với cánh môi tại điểm nơi bản thân chúng hợp nhất. Các nhị lép màu vàng cam, mép nhăn, nhị lép trung tâm nguyên. Bao phấn màu trắng, đường rạch màu nâu sôcôla. Phấn hoa màu kem, vòi nhụy và đầu nhụy màu trắng, mô liên kết màu vàng; các tuyến dày gần 1 mm, bầu nhụy 3 ngăn.